# Nuoro
Nuoro je město v italské na ostrově Sardinie, ve vnitrozemí, v její střední, respektive severovýchodní části. Je vzdálené 30 km od pobřeží Tyrhénského moře. Je hlavním městem provincie Nuoro. K 31. prosinci 2011 zde žilo 36 158 obyvatel.

## Město a památky
Nuoro leží v kopcovité krajině, v nadmořské výšce okolo 550 m. Východně od města je žulová hora Ortobene s bronzovou sochou Krista. Hora je vysoká 955 metrů, na vrchol vede silnice. Jihovýchodně od města se rozkládá pohoří Gennargentu, kde leží i nejvyšší hora Sardinie Punta la Marmora, 1 834 m.
Do centra starého města Nuora vede pěší ulice Corso G. Garibaldi. Střed města se nachází na náměstí Piazza Vittorio Emanuele. Východně od náměstí na Piazza Santa Maria della Neve leží stejnojmenný neoklasicistní dóm Santa Maria della Neve vystavěný v letech 1835 - 53. Severně pak najdeme klidné náměstí Piazza Sebastiano Satta s žulovými balvany, které mají připomínat prehistorické megality na Sardinii. K nejstarším sakrální stavbě ve městě náleží kostel Madonna delle Grazie z konce 17. st. v ulici Via del Pozzo.
V jihovýchodní části starého města leží park Parco di colle S. Onofrio odkud je výhled do okolí města a na pohoří Gennargentu.

### Fotogalerie

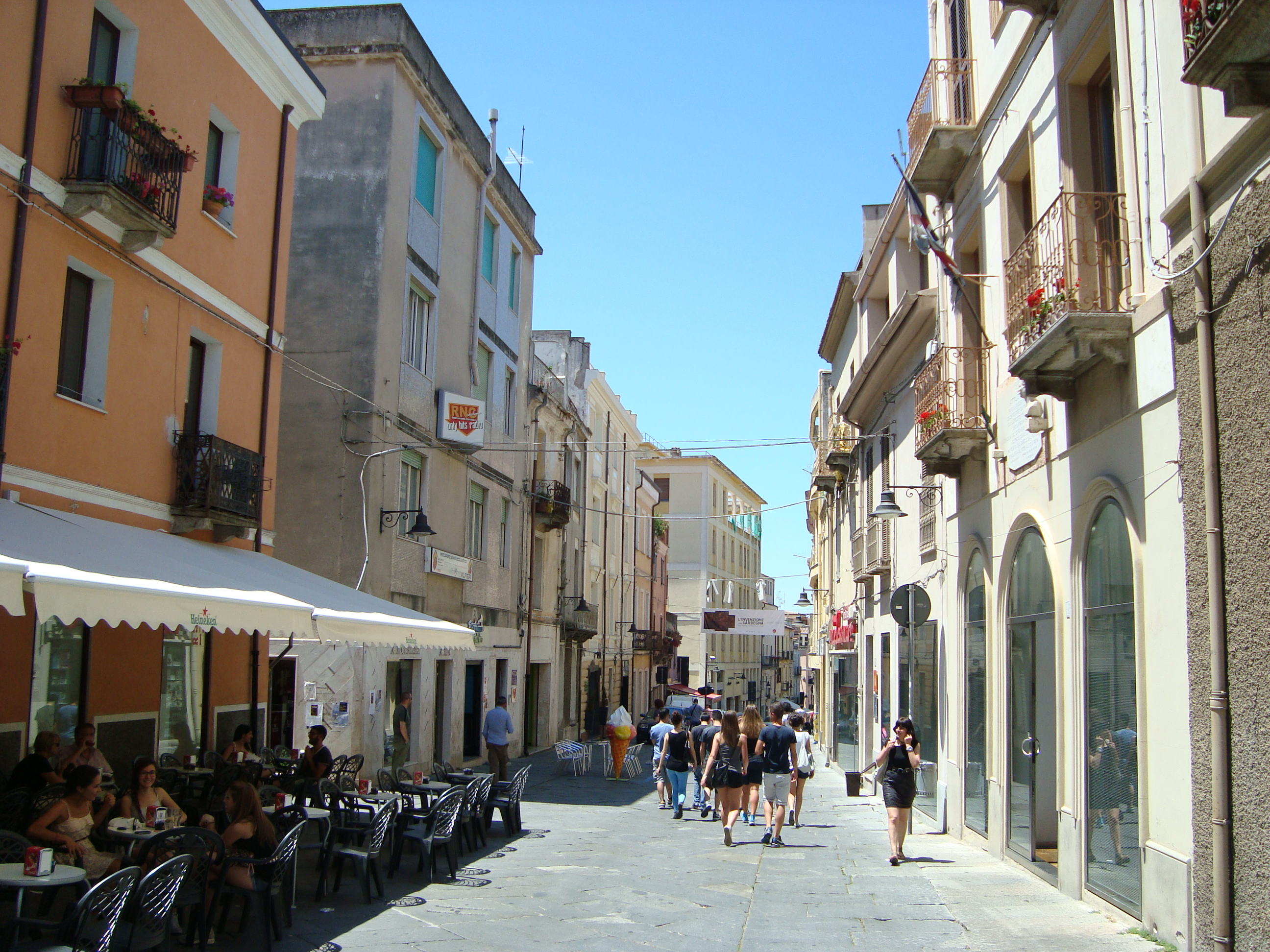
ulice Corso G. Garibaldi
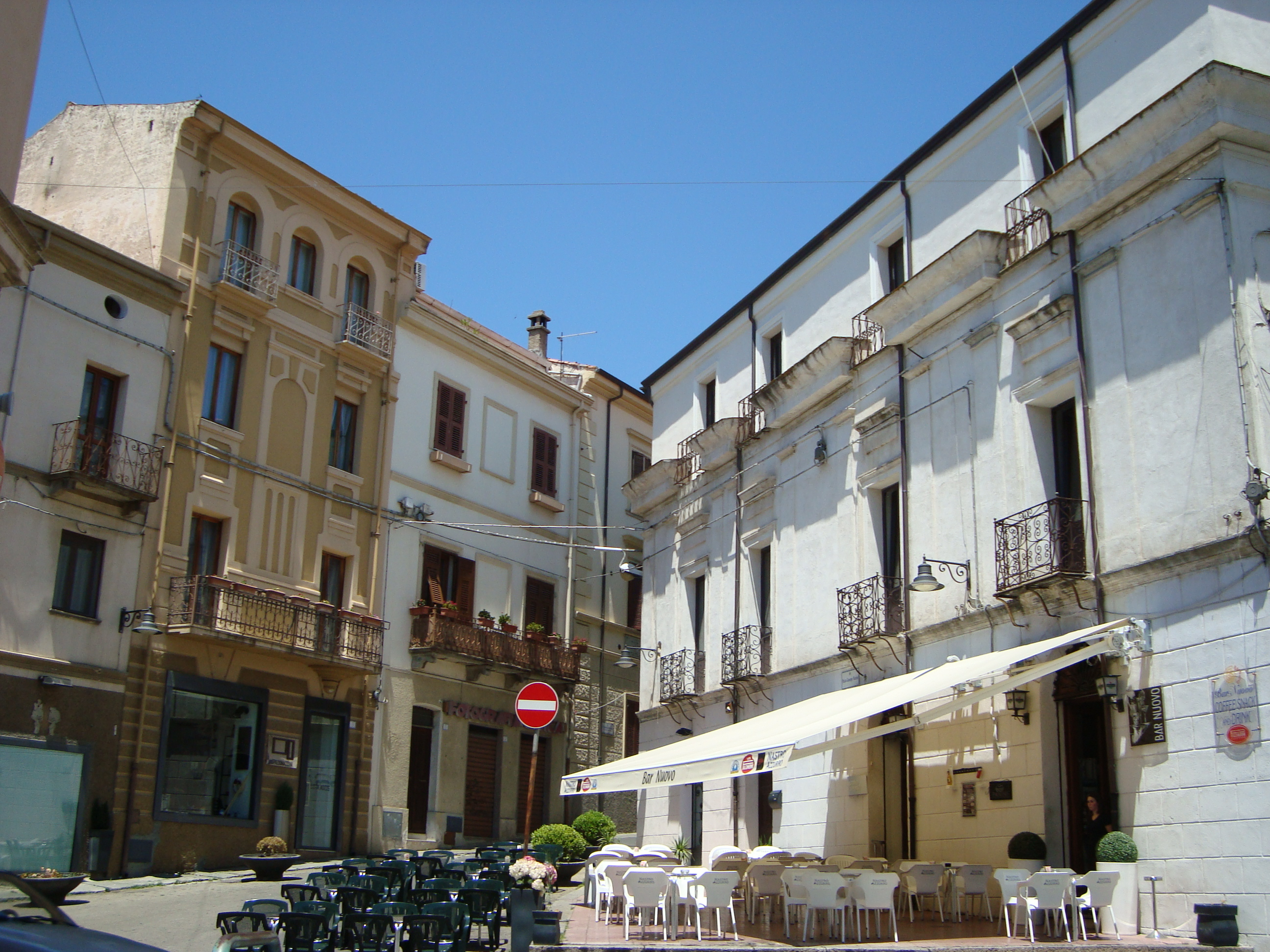
centrum starého města
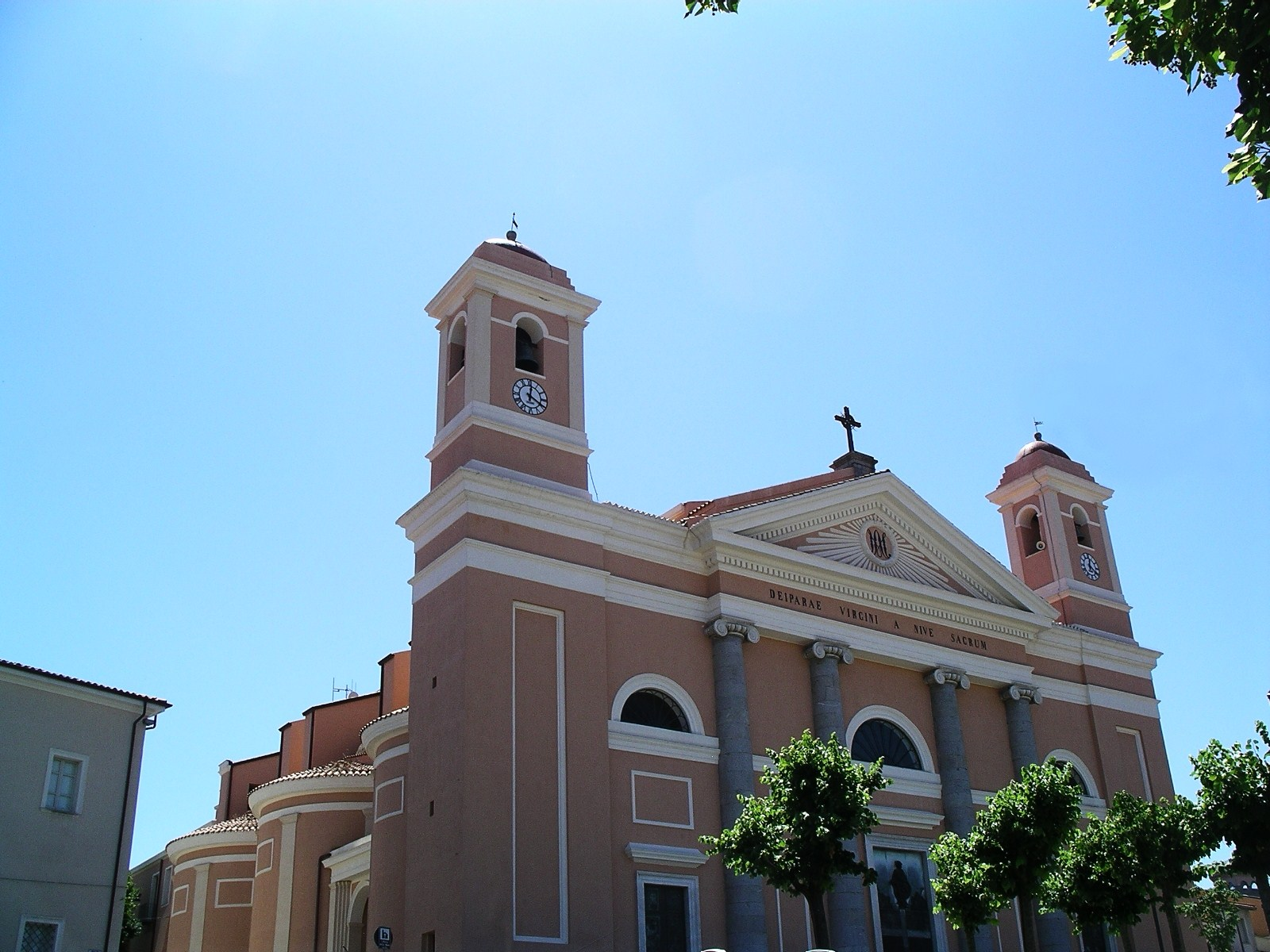
dóm Santa Maria della Neve
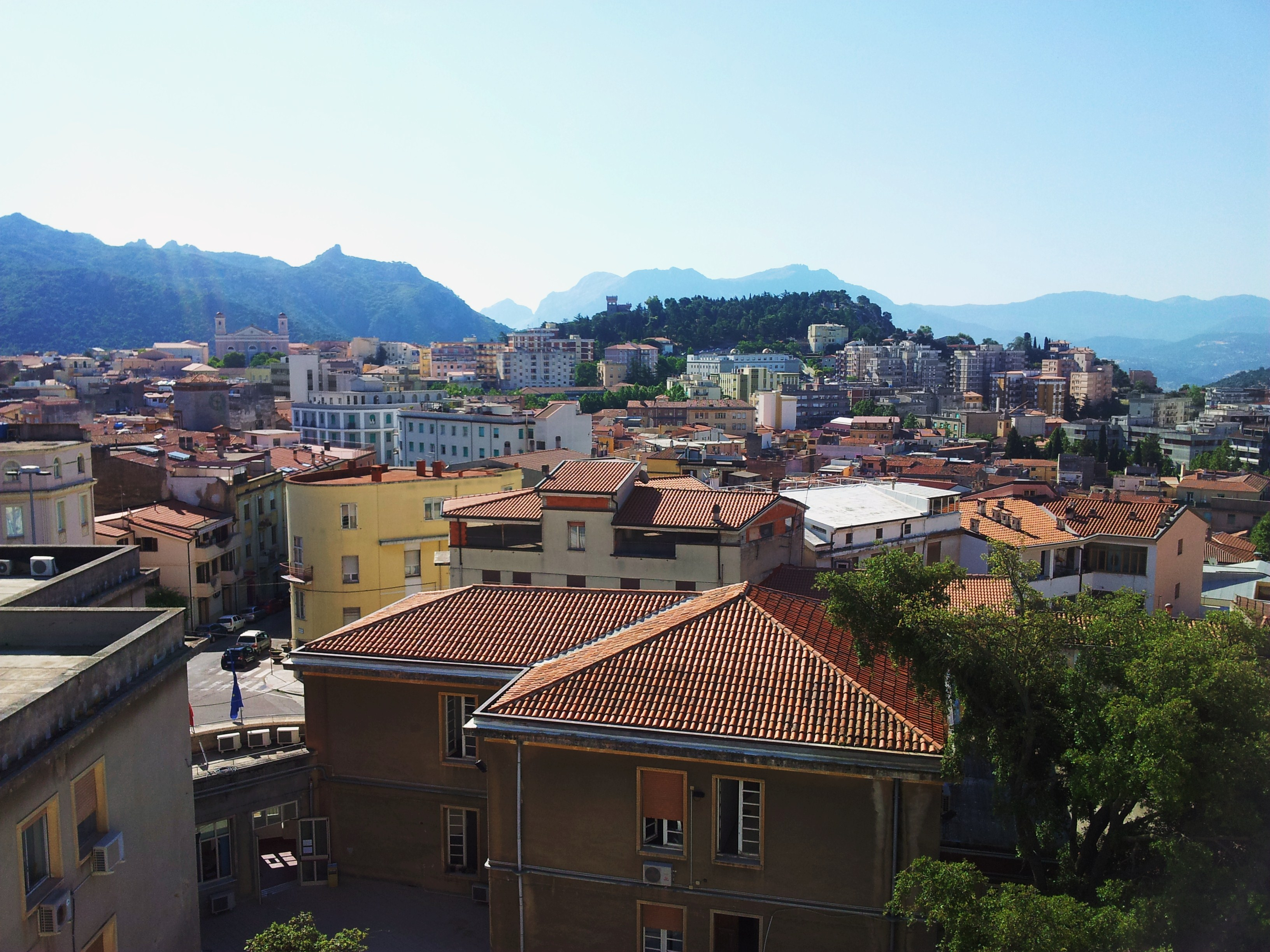
pohled na staré město
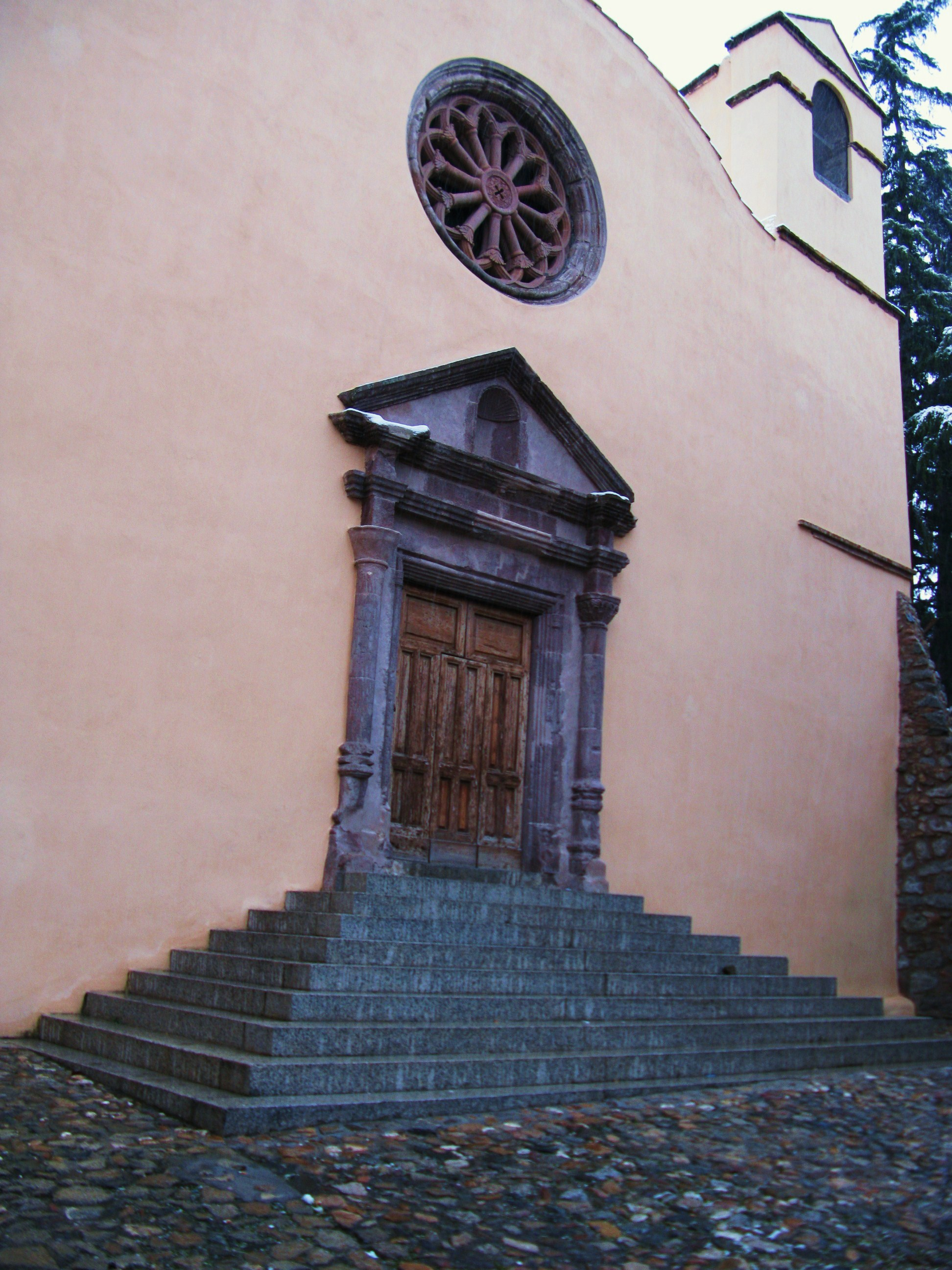
kostel Madonna delle Grazie
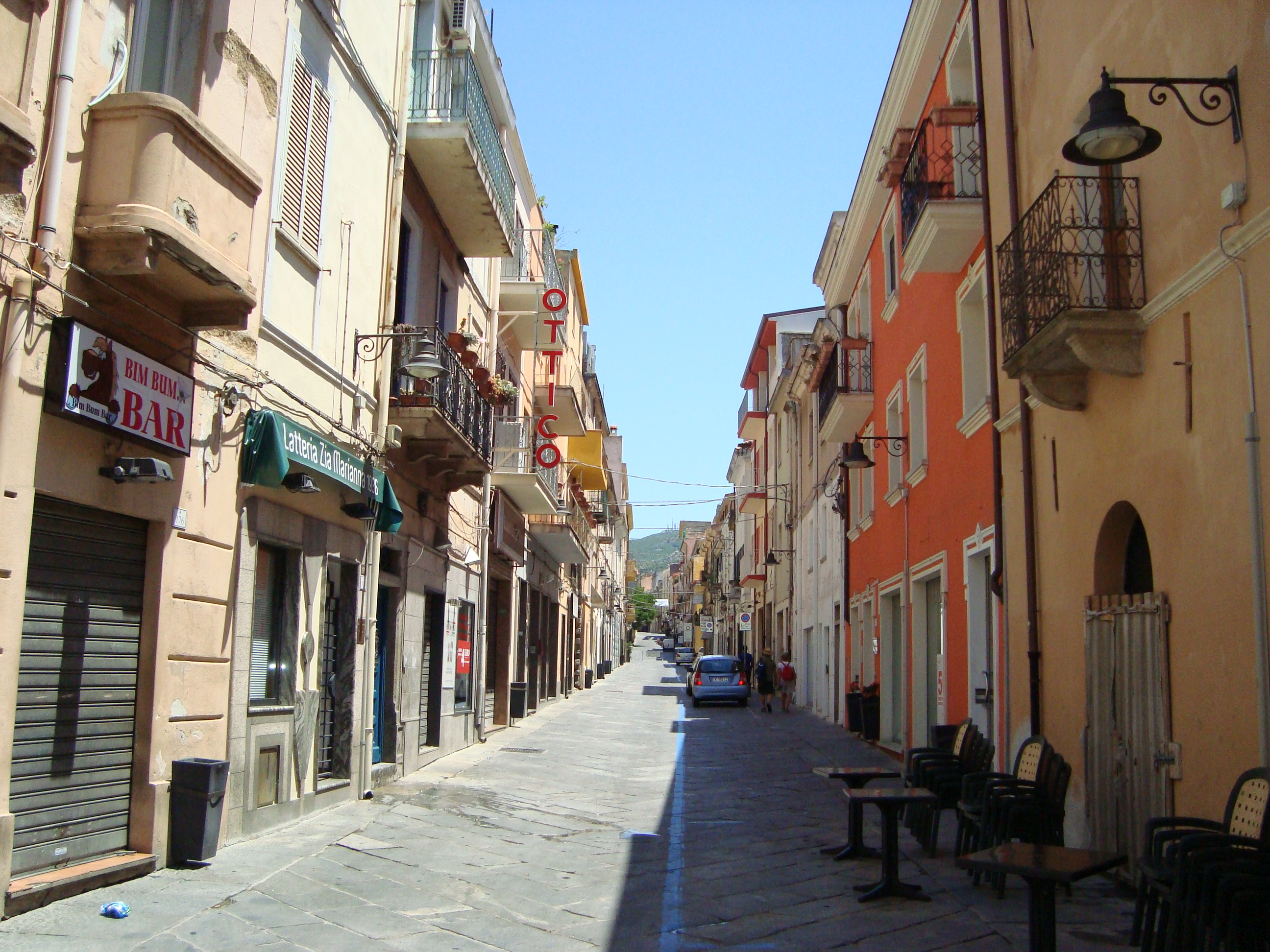
ulice v centru starého města
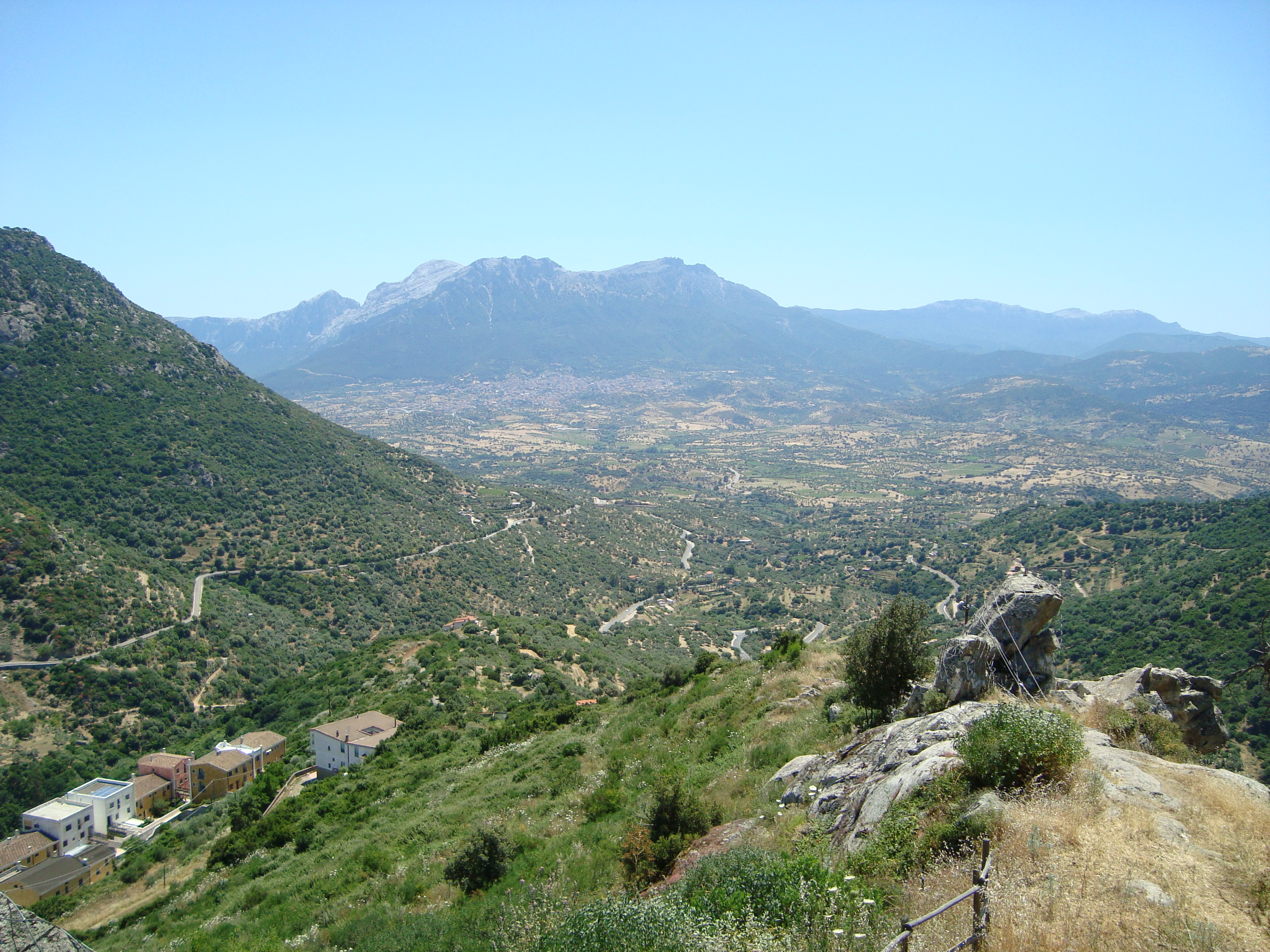
z parku S. Onofrio, P. sos Nídos, 1 349 m

## Sousední obce
Benetutti (SS), Dorgali, Mamoiada, Oliena, Orani, Orgosolo, Orune